# Хван Ін Пом
Хван Ін Пом (кор. 황인범, нар. 20 вересня 1996, Теджон) — південнокорейський футболіст, півзахисник грецького клубу «Олімпіакос».
Виступав, зокрема, за клуб «Ванкувер Вайткепс», а також національну збірну Південної Кореї.
У складі збірної переможець Азійських ігор. Чемпіон Східної Азії.

## Клубна кар'єра
Народився 20 вересня 1996 року в місті Теджон. Вихованець футбольної школи клубу «Теджон Сітізен». Дорослу футбольну кар'єру розпочав 2015 року в основній команді того ж клубу, в якій провів три сезони, взявши участь у 81 матчі чемпіонату. 
Згодом з 2018 по 2020 рік грав у складі команд «Асан Мугунхуа», «Теджон Сітізен» та «Ванкувер Вайткепс».
Своєю грою за останню команду привернув увагу представників тренерського штабу клубу «Рубін», до складу якого приєднався 2020 року. Відіграв за казанську команду наступні два сезони своєї ігрової кар'єри.
Протягом 2022 року захищав кольори клубу «Сеул».
До складу клубу «Олімпіакос» приєднався 2022 року. Станом на 14 листопада 2022 року відіграв за клуб з Пірея 11 матчів в національному чемпіонаті.

## Виступи за збірні
2012 року дебютував у складі юнацької збірної Південної Кореї (U-17), загалом на юнацькому рівні взяв участь у 3 іграх.
Протягом 2014–2018 років залучався до складу молодіжної збірної Південної Кореї. На молодіжному рівні зіграв в 11 офіційних матчах, забив 2 голи.
2018 року дебютував в офіційних матчах у складі національної збірної Південної Кореї.
У складі збірної був учасником кубка Азії з футболу 2019 року в ОАЕ, чемпіонату світу 2022 року у Катарі.
| Дата       | Місто    | Господарі         | Результат  | Гості          | Турнір                        | Голи | Примітки  |
| ---------- | -------- | ----------------- | ---------- | -------------- | ----------------------------- | ---- | --------- |
| 7-9-2018   | Коян     | Південна Корея    | 2 – 0      | Коста-Рика     | товариський матч              | -    | 80'       |
| 11-9-2018  | Сувон    | Південна Корея    | 0 – 0      | Чилі           | товариський матч              | -    | 74' 90+1' |
| 12-10-2018 | Сеул     | Південна Корея    | 2 – 1      | Уругвай        | товариський матч              | -    | 85'       |
| 16-10-2018 | Чхонан   | Південна Корея    | 2 – 2      | Панама         | товариський матч              | 1    | 51' 65'   |
| 17-11-2018 | Брисбен  | Австралія         | 1 – 1      | Південна Корея | товариський матч              | -    | 90+2'     |
| 20-11-2018 | Брисбен  | Узбекистан        | 0 – 4      | Південна Корея | товариський матч              | -    |           |
| 31-12-2018 | Абу-Дабі | Саудівська Аравія | 0 – 0      | Південна Корея | товариський матч              | -    | 46'       |
| 7-1-2019   | Дубай    | Південна Корея    | 1 – 0      | Філіппіни      | Кубок Азії 2019 - 1-й етап    | -    | 58'       |
| 11-1-2019  | Аль-Айн  | Киргизстан        | 0 – 1      | Південна Корея | Кубок Азії 2019 - 1-й етап    | -    |           |
| 16-1-2019  | Абу-Дабі | Південна Корея    | 2 – 0      | КНР            | Кубок Азії 2019 - 1-й етап    | -    |           |
| 22-1-2019  | Дубай    | Південна Корея    | 2 – 1 д.ч. | Бахрейн        | Кубок Азії 2019 - 1/8 фіналу  | -    | 89'       |
| 25-1-2019  | Абу-Дабі | Південна Корея    | 0 – 1      | Катар          | Кубок Азії 2019 - чвертьфінал | -    | 74'       |
| 22-3-2019  | Ульсан   | Південна Корея    | 1 – 0      | Болівія        | товариський матч              | -    | 70'       |
| 26-3-2019  | Сеул     | Південна Корея    | 2 – 1      | Колумбія       | товариський матч              | -    | 12'       |
| 6-6-2019   | Пусан    | Південна Корея    | 1 – 0      | Австралія      | товариський матч              | -    |           |
| 11-6-2019  | Сеул     | Південна Корея    | 1 – 1      | Іран           | товариський матч              | -    | 76'       |
| 10-9-2019  | Ашгабат  | Туркменістан      | 0 – 2      | Південна Корея | Відбір до ЧС 2022             | -    |           |
| 15-10-2019 | Пхеньян  | Північна Корея    | 0 – 0      | Південна Корея | Відбір до ЧС 2022             | -    | 65'       |
| 14-11-2019 | Бейрут   | Ліван             | 0 – 0      | Південна Корея | Відбір до ЧС 2022             | -    | 46'       |
| 19-11-2019 | Абу-Дабі | Бразилія          | 3 – 0      | Південна Корея | товариський матч              | -    | 88'       |
| 11-12-2019 | Пусан    | Південна Корея    | 2 – 0      | Гонконг        | Кубок Східної Азії 2019       | 1    |           |
| 15-12-2019 | Пусан    | Південна Корея    | 1 – 0      | КНР            | Кубок Східної Азії 2019       | -    |           |
| 18-12-2019 | Пусан    | Південна Корея    | 1 – 0      | Японія         | Кубок Східної Азії 2019       | 1    |           |
| 2-9-2021   | Сеул     | Південна Корея    | 0 – 0      | Ірак           | Відбір до ЧС 2022             | -    |           |
| 7-9-2021   | Сувон    | Південна Корея    | 1 – 0      | Ліван          | Відбір до ЧС 2022             | -    | 89'       |
| 7-10-2021  | Сеул     | Південна Корея    | 2 – 1      | Сирія          | Відбір до ЧС 2022             | 1    | 86'       |
| 12-10-2021 | Тегеран  | Іран              | 1 – 1      | Південна Корея | Відбір до ЧС 2022             | -    |           |
| 11-11-2021 | Коян     | Південна Корея    | 1 – 0      | ОАЕ            | Відбір до ЧС 2022             | -    |           |
| 16-11-2021 | Доха     | Ірак              | 0 – 3      | Південна Корея | Відбір до ЧС 2022             | -    | 88'       |
| 27-1-2022  | Сайда    | Ліван             | 0 – 1      | Південна Корея | Відбір до ЧС 2022             | -    |           |
| 1-2-2022   | Дубай    | Сирія             | 0 – 2      | Південна Корея | Відбір до ЧС 2022             | -    | 40'       |
| 2-6-2022   | Сеул     | Південна Корея    | 1 – 5      | Бразилія       | товариський матч              | -    |           |
| 6-6-2022   | Теджон   | Південна Корея    | 2 – 0      | Чилі           | товариський матч              | -    |           |
| 10-6-2022  | Сувон    | Південна Корея    | 2 – 2      | Парагвай       | товариський матч              | -    | 90+4'     |
| 20-7-2022  | Тойота   | КНР               | 0 – 3      | Південна Корея | Кубок Східної Азії 2022       | -    | 80'       |
| 23-9-2022  | Коян     | Південна Корея    | 2 – 2      | Коста-Рика     | товариський матч              | -    |           |
| 23-9-2022  | Сеул     | Південна Корея    | 1 – 0      | Камерун        | товариський матч              | -    |           |
| Усього     |          | Матчів            | 37         |                | Голів                         | 4    |           |

## Титули і досягнення
- Чемпіон Сербії (1):

«Црвена Звезда»: 2023-24
- Володар Кубка Сербії (1):

«Црвена Звезда»: 2023-24
Збірні
- Переможець Азійських ігор (1):

 Збірна Південної Кореї: 2018
- Чемпіон Східної Азії (1):

 Збірна Південної Кореї: 2019
Особисті
- Команда місяця Ередивізі: жовтень 2024[7]